# برعي (طعام)
البُرعي أكلة شعبية يمنية، عبارة عن نوع من أنواع البقوليات وله طريقة خاصة في التحضير، وهو من وجبات الإفطار والعشاء وتتوفر هذه الوجبة في أكثر المطاعم الشعبية التي توجد في صنعاء، ويأكل البرعي مع الخبز أو الزلابية أو الرشوش أو خبز المطبق.

## مكونات
طبخ البرعي بالطريقة الصنعانية
المقادير:
- ربع كيلو عتر1(230 جرام)
- ست فصوص ثوم
- ملعقة صغيرة كمون مطحون
- ملعقتان صغيرة ملح
- كوبان ونصف ماء
- ملعقة صغيرة فلفل أسود
- الحوطم2 (توضع داخل شاش نطيف مع بعض فصوص ثوم وتربط جيدا وهذا يعطي البرعي اللون الأسود)

## هوامش
- 1: العتر هو نوع من أنواع البقوليات ويتوفر في أسواق الحنطة أو محلات بيع البهارات.
- 2: الحوطم يباع عند العطار، ويستخدم في إعداد طبق البرعي ويكسبه اللون الأسود يجب وضعه داخل شاش مع العتر وعند نضوج البرعي يتم إخراج الشاش.

## وصلات خارجية
- طريقة عمل البرعي.